# رز کوکتل

رز کوکتل (به انگلیسی: Rosa 'Cocktail') یکی از رقم‌های رز از نوع رزهای بالارونده است. رنگ گل آن قرمز روشن با مرکزی زرد رنگ است. برگ های سبز آن عمیقاً دندانه‌دار هستند.